# Armenierpogrom in Baku 1918
Das Armenierpogrom in Baku 1918 war ein Ausbruch von Massengewalt, der während des Russischen Bürgerkriegs in der Hauptstadt der Demokratischen Republik Aserbaidschan stattfand. Enver Paschas osmanische „Armee des Islam“ und ihre lokalen aserbaidschanischen Verbündeten töteten Armenier und andere Nichtmuslime, nachdem sie am 15. September 1918 Baku erobert hatten. Bei diesem Pogrom verloren nach unterschiedlichen Schätzungen 9.000 bis 30.000 Armenier ihr Leben.
Die Ereignisse werden von einigen Historikern als Fortsetzung des Völkermordes an den Armeniern betrachtet. Andere ordnen die Übergriffe in eine Reihe von beiden Seiten im Ersten Weltkrieg in Frontnähe begangener Massaker an Kriegsgefangenen und Zivilisten ein, an denen sich neben Türken und Russen auch Armenier beteiligten. Durch diese Massenmorde wurde auf der jeweiligen Opferseite ein wechselseitiger Rachewunsch befördert, der dann erneute Übergriffe auf die jeweils andere Seite auslöste. In dieser Hinsicht kann das Armenierpogrom vom September 1918 als Rache im Kontext zu den März-Massakern von 1918 gesehen werden, bei denen armenisch-nationalistische Daschnaken im März 1918 etwa 12.000 Aserbaidschaner aufgrund ihrer Religions- und Volkszugehörigkeit töteten. Bei den Märzereignissen war es zu ähnlichen Übergriffen und Gräueltaten gegen die muslimische Bevölkerung von Baku gekommen.

## Hintergrund

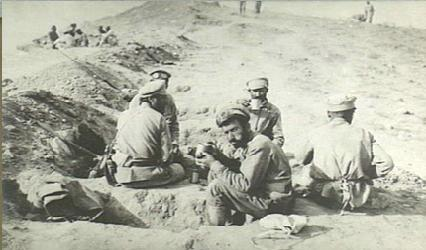
Armenische und russische Verteidiger vor Baku 1918.

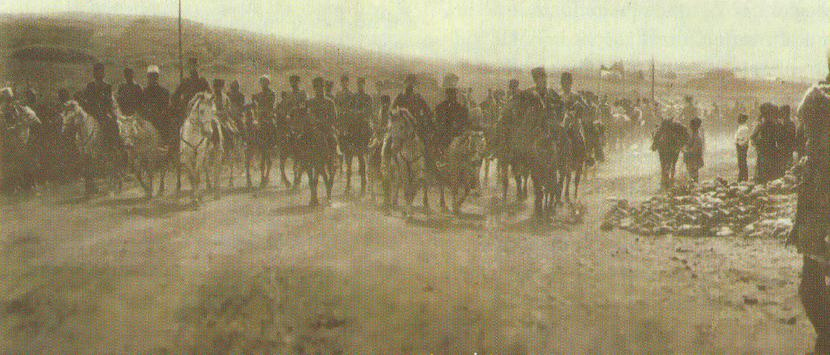
Einheiten der „Islamarmee“ 1918.

Nach der Oktoberrevolution in Russland wurde die Stadt Baku ab April 1918 von einem Sowjet (Rat), seit Juni unter der Führerschaft des armenischstämmigen Bolschewiken Stepan Schahumjan, regiert. Die Kommune von Baku kollaborierte mit dem örtlichen Zweig der armenisch-nationalistischen Daschnak-Partei, um die Kontrolle über die Stadt und ihre umliegenden Gegenden zu erreichen. Am Anfang des Sommers 1918 wurde Baku zunehmend von der Armee des Osmanischen Reiches bedroht. Die Streitkräfte beider Seiten trafen im Juni und Juli aufeinander. Es gelang den loyal gesinnten Kräften der Bakuer Kommune nicht, die osmanisch-aserbaidschanische Offensive aufzuhalten; sie mussten sich zurückziehen. Mit dem bevorstehenden Angriff der osmanischen und aserbaidschanischen Truppen auf Baku und ohne Versprechen materieller Unterstützung aus Moskau sah sich die Bakuer Kommune gezwungen, sich dem britischen Expeditionskorps zuzuwenden, die in der Region unter dem Kommando von Generalmajor Lionel Dunsterville stationiert war. Schahumjan unterstand den Befehlen Moskaus, die den Einzug der Briten ablehnten, jedoch wurde er von seinen Ratsmitgliedern überstimmt, die offiziell im späten Juli um britische Hilfe baten. Am 31. Juli 1918 traten Schahumjan und die anderen bolschewikischen Mitglieder des Bakuer Rats der Volkskommissare zurück, und die Kontrolle der Stadt wurde von der Zentralkaspischen Diktatur wahrgenommen. Diese wurde von Daschnaken, Sozialrevolutionären und Menschewiki regiert und von den Briten unterstützt.
Im August leitete das Osmanische Militär unter der Führung der osmanischen „Islamarmee“ eine Gegenoffensive gegen die Frontlinienstellungen ein, welche vor allem von Armeniern besetzt waren. Die Armenier mussten sich nach einigen anfänglichen Siegen zurückziehen. Die britische Expeditionseinheit war zu klein, um bei der Verteidigung von Baku eine große militärische Wirkung zu erzielen. Einige britische Militärs in Baku beobachteten kurz vor dem Pogrom einige Gewaltexzesse gegen die muslimische Bevölkerung der Stadt, was die Stimmung zwischen den verschiedenen Ethnien und Religionen weiter anheizte. So schrieb der Kommandeur des britischen Expeditionskorps in Baku am 12. September 1918 in sein Tagebuch:

„These wicked Armenians never cease their Mahomedan atrocities. Last night they raided a Tartar house and when Russian soldiers went to restore order, the Captain's son was shot and the ship is in mourning to-day“

„Diese bösen Armenier hören nie mit ihren Gräueltaten gegen die Mohammedaner auf. Letzte Nacht überfielen sie ein tatarisches Haus und als russische Soldaten versuchten, die Ordnung wiederherzustellen, wurde der Sohn unseres Kapitäns erschossen und unser Schiff befindet sich heute in Trauer.“

In der ersten Septemberwoche kämpfte sich eine gemeinsame osmanisch-aserbaidschanische Einheit aus 15.000 Mann ohne großen Widerstand bis nach Baku vor und erreichte am 13. September deren Vororte. Währenddessen bereitete sich die muslimische Bevölkerung Bakus auf das „Willkommenheißen“ des Einmarsches der osmanischen Armee vor. Die verbliebenen armenischen Truppen waren zu schlecht vorbereitet, um den Vorstoß aufzuhalten, und der britische Befehlshaber Dunsterville evakuierte am 14. September seine „Dunsterforce“-Verbände und segelte nach Enseli, wodurch die Stadt den osmanisch-aserbaidschanischen Streitkräften ausgeliefert war.

## Ablauf
In Baku brach Panik aus, als türkische Verbände in die Stadt einmarschierten. Armenier versammelten sich am Hafen und versuchten vor den ankommenden Truppen zu fliehen. Den regulären osmanischen Truppen war es für zwei Tage nicht gestattet, die Stadt zu betreten, und sie eroberten zunächst die von Ölarbeitern verteidigten nahen Ölquellen auf der Apscheron-Halbinsel. Örtliche Baschibosuks, irreguläre osmanische Truppen, führten Plünderungen und Beutezüge durch, was damals bei Widerstand leistenden Städten üblich war. Trotzdem nahmen auch reguläre osmanische Truppen neben den irregulären Verbänden und aserbaidschanischen Einheiten an den Plünderungen teil, die sich gegen die armenische Bevölkerung der Stadt richteten. Aufrufe von dem osmanischen Kommandostab angeschlossenen deutschen Offizieren, die die örtliche Bevölkerung mit Nachsicht behandeln wollten, wurden von den örtlichen osmanischen Kommandeuren ignoriert. Der für das Post- und Telegrafenamt verantwortliche Angestellte in Baku war einer der beiden, die die Kapitulation der Stadt verhandelten und die schlimmsten Exzesse zu verhindern versuchten. Er schilderte seine Erlebnisse und Wahrnehmung der Ereignisse wie folgt:

„Robberies, murders and rapes were at their height [at 4.00 p.m. on 15 September]. In the whole town massacres of the Armenian population and robberies of all non-Muslim peoples were going on. They broke the doors and windows, entered the living quarters, dragged out men, women and children and killed them in the street. From all the houses the yells of the people who were being attacked were heard....In some spots there were mountains of dead bodies, and many had terrible wounds from dum-dum bullets. The most appalling picture was at the entrance to the Treasury Lane from Surukhanskoi Street. The whole street was covered with dead bodies of children not older than nine or ten years. About eighty bodies carried wounds inflicted by swords or bayonets, and many had their throats cut; it was obvious that the wretched ones had been slaughtered like lambs. From Telephone Street we heard cries of women and children and we heard single shots. Rushing to their rescue I was obliged to drive the car over the bodies of dead children. The crushing of bones and strange noises of torn bodies followed. The horror of the wheels covered with the intestines of dead bodies could not be endured by the colonel and the asker (adjutant). They closed their eyes with their hands and lowered their heads. They were afraid to look at the terrible slaughter. Half mad from what he saw, the driver sought to leave the street, but was immediately confronted by another bloody hecatomb.“

„Raubüberfälle, Morde und Vergewaltigungen waren auf ihrem Höhepunkt [am 15. September 1918 um 16:00 Uhr]. In der ganzen Stadt fanden Massaker an der armenischen Bevölkerung statt und waren Plünderungen an den nicht-muslimischen Völkern im Gange. Sie brachen die Türen und Fenster zu den Wohnungen auf und schleppten die Männer, Frauen und Kinder auf die Straße und töteten sie. Von fast allen Häusern, die angegriffen wurden, waren die Schreie der Menschen zu hören ... An einigen Stellen gab es Berge von Leichen, und viele hatten schreckliche Verletzungen von Dum-Dum-Geschossen. Dieses erschreckende Bild war auch am Eingang des Finanzministeriums an der Surukhanskoi-Straße zu sehen. Die ganze Straße war mit Leichen übersät, bei den toten Kindern war das Alter nicht älter als neun oder zehn Jahre. An über achtzig Körpern waren Verletzungen zu sehen, die durch Schwerter oder Bajonette zugefügt worden waren, und bei vielen waren die Kehlen durchgeschnitten, als wären die Unglücklichen wie Lämmer geschlachtet worden. An der Telefon-Straße hörten wir Schreie von Frauen und Kindern, und wir hörten einzelne Schüsse. Bei unserer hetzartigen Flucht musste ich mit dem Auto über Kinderleichen fahren. Ihre Knochen wurden zerquetscht und ihre zerrissenen Körper gaben seltsame Geräusche ab. Den gruseligen Anblick der mit Eingeweiden der Leichen bedeckten Räder konnten der Colonel und sein Adjutant nicht ertragen; sie verschlossen ihre Augen mit ihren Händen und senkten den Kopf. Sie fürchteten sich vor diesem schrecklichen Gemetzel. Halb verrückt von dem, was er gesehen hatte, versuchte der Fahrer, die Straße zu verlassen, wurde aber sofort mit einer anderen blutigen Hekatombe konfrontiert.“

Am 16. September marschierten die osmanischen Divisionen offiziell mit einer Siegesparade in die Stadt Baku ein, die vom Osmanischen Oberkommando überwacht wurde. Baku sollte daraufhin zur Hauptstadt der neu gebildeten Aserbaidschanischen Republik anstelle von Gändschä ausgerufen werden.
Die Zahl der armenischen Opfer wird auf 9.000 bis 50.000 Menschen geschätzt. Nach Untersuchung einer Spezialkommission, die vom Armenischen Nationalrat gebildet wurde, sollen insgesamt 8.988 ethnische Armenier ums Leben gekommen sein, darunter 5.248 armenische Einwohner von Baku und 1.500 armenische Flüchtlinge aus anderen Teilen des Kaukasus. Die Angaben konnten aber nicht verifiziert werden, weil in Wohngebieten der Armenier in Baku viele Leichen auf den Straßen gefunden wurden, deren Identität nicht eindeutig geklärt werden konnte. Nach Angaben von Hrant Awetisjan, dem Direktor des Instituts für Geschichte der Nationalen Akademie der Wissenschaften der Republik Armenien, sollen von den damaligen 70.000 bis 80.000 armenischen Einwohnern Bakus sogar 50.000 Personen deportiert und getötet wurden sein.

## Nachwirkungen
Die Ereignisse verschlechterten die Stimmung zwischen den armenischen und aserbaidschanischen Ethnien weiter. Auch die Schuldfrage und Suche nach den Verantwortlichen der Pogrome von 1918 in Baku wurde von der armenischen Bevölkerung weiter thematisiert. So ermordete der Armenier Aram Jerkanjan vom geheimen armenischen Kommando Nemesis den ersten Premierminister der Demokratischen Republik Aserbaidschan als Rache für dessen (tatsächliche oder vermeintliche) Schuld an den Pogromen und am armenischen Genozid.   Zur gleichen Zeit überlebte der aserbaidschanische Justizminister Khalil Khasmammadow einen Attentatsversuch. Am 19. Juli 1921 wurde in Istanbul der ehemalige aserbaidschanische Innenminister Behbud Khan Javanshir getötet. Der Attentäter Misak Torlakyan war ein armenischer Einwohner von Trabzon und hatte seine Familie bei ähnlichen Vorfällen verloren. Torlakyan musste sich vor einem britischen Militärgericht verantworten, vor dem auch von zahlreichen Zeugen der Pogrome vernommen wurden. Seiner Argumentation, die Tat aus verständlichen Gründen der Rache begangen zu haben, folgte das Gericht nicht; er wurde schuldig gesprochen. Allerdings wurde er lediglich nach Griechenland ausgewiesen und kam dort frei.